# Kajal Aggarwal
Kajal Aggarwal (Bombay, 19 juni 1985) is een Indiaas actrice die voornamelijk in de Telugu,- en Tamil filmindustrie actief is.

## Biografie
Aggarwal maakte in 2004 haar acteerdebuut met een kleine bijrol in de Hindi film Kyun! Ho Gaya Na... en speelde de hoofdrol in haar eerste Telugu film Lakshmi Kalyanam (2007). In hetzelfde jaar speelde ze in de kaskraker Chandamama, die haar erkenning opleverde. Magadheera (2009), markeerde een keerpunt in haar carrière en leverde haar lovende kritieken op. Het behoort tot de meest winstgevende Telugu-films aller tijden en leverde haar nominaties voor Beste Actrice tijdens verschillende prijsuitreikingen, waaronder South Filmfare Awards.
Ze speelde vervolgens in Telugu-films zoals Darling, Brindavanam (2010), Mr. Perfect (2011), Businessman (2012), Naayak, Baadshah (2013), Govindudu Andarivadele (2014), Temper (2015) en Khaidi No. 150 (2017). Aggarwal speelde ook de hoofdrol in de spraakmakende Tamil-films Naan Mahaan Alla (2010), Maattrraan, Thuppakki (2012), Jilla (2014), Vivegam en Mersal (2017). Ze maakte een terugkeer in Hindi-films met de hits Singham (2011) en Special 26 (2013).
In 2020 kreeg Aggarwal als eerste Zuid-Indiase actrice een wassenbeeld in het Madame Tussauds.
Aggarwal huwde Gautam Kitchlu op 30 oktober 2020, het stel verwelkomden hun zoon Neil op 19 april 2022. Ook is ze de zus van voormalig actrice Nisha Agarwal.

## Filmografie

### Films
| Jaar | Film                        | Rol                          | Taal           | Opmerking               |
| ---- | --------------------------- | ---------------------------- | -------------- | ----------------------- |
| 2004 | Kyun! Ho Gaya Na...         | zus van Diya                 | Hindi          |                         |
| 2007 | Lakshmi Kalyanam            | Lakshmi                      | Telugu         |                         |
| 2007 | Chandamama                  | Maha Lakshmi                 | Telugu         |                         |
| 2008 | Pourudu                     | Samyukhta                    | Telugu         |                         |
| 2008 | Pazhani                     | Deepti                       | Tamil          |                         |
| 2008 | Aatadista                   | Sunanda                      | Telugu         |                         |
| 2008 | Saroja                      | Pooja                        | Tamil          | gastoptreden            |
| 2009 | Modhi Vilayadu              | Easwari Lakshmiram           | Tamil          |                         |
| 2009 | Magadheera                  | Mithravindha Devi/ Indira    | Telugu         |                         |
| 2009 | Ganesh                      | Divya                        | Telugu         |                         |
| 2009 | Arya 2                      | Geetha                       | Telugu         |                         |
| 2010 | Om Shanti                   | Meghana                      | Telugu         |                         |
| 2010 | Darling                     | Nandini                      | Telugu         |                         |
| 2010 | Naan Mahaan Alla            | Priya Sudharsan              | Tamil          |                         |
| 2010 | Brindavanam                 | Bhumi                        | Telugu         |                         |
| 2011 | Mr. Perfect                 | Priya                        | Telugu         |                         |
| 2011 | Veera                       | Chitra                       | Telugu         |                         |
| 2011 | Singham                     | Kaavya Bhosle                | Hindi          |                         |
| 2011 | Dhada                       | Rhea                         | Telugu         |                         |
| 2012 | Businessman                 | Chitra Bhardwaj              | Telugu         |                         |
| 2012 | Maattrraan                  | Anjali                       | Tamil          |                         |
| 2012 | Thuppakki                   | Nisha                        | Tamil          |                         |
| 2012 | Sarocharu                   | Sandhya                      | Telugu         |                         |
| 2013 | Naayak                      | Madhu                        | Telugu         |                         |
| 2013 | Special 26                  | Priya Chauhan                | Hindi          |                         |
| 2013 | Baadshah                    | Pilli Janki                  | Telugu         |                         |
| 2013 | All in All Azhagu Raja      | Chithra Devi                 | Tamil          |                         |
| 2014 | Jilla                       | Shanthi                      | Tamil          |                         |
| 2014 | Yevadu                      | Deepthi                      | Telugu         | gastoptreden            |
| 2014 | Govindudu Andarivadele      | Satya                        | Telugu         |                         |
| 2015 | Temper                      | Shanvi                       | Telugu         |                         |
| 2015 | Maari                       | Sri Devi                     | Tamil          |                         |
| 2015 | Paayum Puli                 | Sowmya                       | Tamil          |                         |
| 2015 | Size Zero/ Inji Iduppazhagi | haarzelf                     | Telugu / Tamil | gastoptreden            |
| 2016 | Sardaar Gabbar Singh        | Arshi                        | Telugu         |                         |
| 2016 | Brahmotsavam                | Kasi Annapurna               | Telugu         |                         |
| 2016 | Do Lafzon Ki Kahani         | Dr. Jenny Mathias            | Hindi          |                         |
| 2016 | Janatha Garage              |                              | Telugu         | in nummer "Pakka Local" |
| 2016 | Final Cut of Director       | Anita                        | Hindi          |                         |
| 2016 | Kavalai Vendam              | Divya Priyadharshini Aravind | Tamil          |                         |
| 2017 | Khaidi No. 150              | Lakshmi                      | Telugu         |                         |
| 2017 | Nene Raju Nene Mantri       | Radha Jogendra               | Telugu         |                         |
| 2017 | Vivegam                     | Yazhini Ajay Kumar           | Tamil          |                         |
| 2017 | Mersal                      | Anu Pallavi                  | Tamil          |                         |
| 2018 | Awe                         | Kali                         | Telugu         |                         |
| 2018 | MLA                         | Indu                         | Telugu         |                         |
| 2018 | Kavacham                    | Samyuktha Chaganti           | Telugu         |                         |
| 2019 | Sita                        | V. Sita Maha Lakshmi         | Telugu         |                         |
| 2019 | Ranarangam                  | Geetha                       | Telugu         |                         |
| 2019 | Comali                      | Rithika Mohan                | Tamil          |                         |
| 2021 | Mumbai Saga                 | Seema Rao                    | Hindi          |                         |
| 2021 | Mosagallu                   | Anu                          | Telugu         |                         |
| 2022 | Hey Sinamika                | Malarvizhi                   | Tamil          |                         |
| 2023 | Ghosty                      | Aarti                        | Tamil          |                         |
| 2023 | Karungaapiyam               | Karthika                     | Tamil          |                         |
| 2023 | Bhagavanth Kesari           | Dr. Kathyayani               | Telugu         |                         |
| 2024 | Satyabhama                  | agente Satyabhama            | Telugu         |                         |
| 2024 | Indian 2                    | Dakshayini                   | Tamil          | gastoptreden            |
| 2025 | Sikandar                    | Vaidehi Rangachari           | Hindi          |                         |
| 2025 | Kannappa                    | Parvati                      | Telugu         |                         |

### Webseries
| Jaar | Serie         | Rol              | Taal  | Platform        |
| ---- | ------------- | ---------------- | ----- | --------------- |
| 2021 | Live Telecast | Jennifer Matthew | Tamil | Disney+ Hotstar |